# Faeröerse kroon

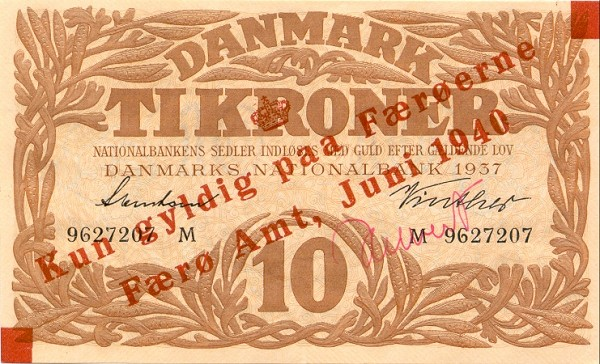
Biljet van 10 kronen (1940)

De Faeröerse kroon (Faeröers: føroysk króna, meervoud: krónur) is de munteenheid van de Faeröer. Eén kroon is 100 oyrur (enkelvoud: oyra). De munt is 1:1 gekoppeld aan de Deense kroon. Eigenlijk is het geen eigen munteenheid. Het geld wordt uitgegeven door de Deense Nationale Bank, en verschilt alleen in het drukmotief van de Deense kroon, dat lokale Faeröerse landschappen en dieren bevat. De ISO-4217-code van de Faeröerse kroon is dan ook gelijk aan die van de Deense kroon: DKK.
De volgende munten worden gebruikt: 50 oyrur en 1, 2, 5, 10 en 20 kronen. Deze munten zijn gelijk aan de Deense munten. Het papiergeld is beschikbaar in 50, 100, 200, 500 en 1000 kronen.